# Comuna de Bogatynia
Bogatynia (polaco: Gmina Bogatynia) é uma gminy (comuna) na Polónia, na voivodia de Baixa Silésia e no condado de Zgorzelecki. A sede do condado é a cidade de Bogatynia.
De acordo com os censos de 2004, a comuna tem 25 410 habitantes, com uma densidade 186,6 hab/km².

## Área
Estende-se por uma área de 136,17 km², incluindo:
- área agricola: 43%
- área florestal: 15%

## Demografia
Dados de 30 de Junho 2004:
|                      | Total   | Total | Mulheres | Mulheres | Homens  | Homens |
| -------------------- | ------- | ----- | -------- | -------- | ------- | ------ |
|                      | pessoas | %     | pessoas  | %        | pessoas | %      |
| População            | 25 410  | 100   | 12 975   | 51,1     | 12 435  | 48,9   |
| Densidade (pop./km²) | 186,6   | 100   | 95,3     | 95,3     | 91,3    | 91,3   |

De acordo com dados de 2002, o rendimento médio per capita ascendia a 3610,48 zł.

## Comunas vizinhas
- Zawidów.